# Альципа мандаринська
Альци́па мандаринська (Alcippe hueti) — вид горобцеподібних птахів родини Alcippeidae. Ендемік Китаю.

## Підвиди
Виділяють два підвиди:
- A. h. hueti David, A, 1874 — Південно-Східний Китай (від Гуандуну до Аньхою);
- A. h. rufescentior (Hartert, E, 1910) — острів Хайнань.

## Поширення і екологія
Мандаринські альципи живуть у вологих тропічних лісах Південно-Східного Китаю та Хайнаню.